# Festival de la vallée d'Itria
Le Festival de la vallée d'Itria (en italien, Festival della Valle d'Itria) est un festival d'été qui se déroule à Martina Franca en Valle d'Itria depuis 1975, devant le Palais ducal. Il se consacre surtout aux œuvres rarement jouées ou aux premières versions.
Du 18 juillet au 3 août 2014, se déroulera la 40e édition du festival.